# Kurt Fiedler (Zoologe)
Kurt Fiedler (* 24. Dezember 1925 in Trmice; † am 30. September 2017 in Biebergemünd) war ein deutscher Zoologe und Hochschullehrer an der Johann Wolfgang Goethe-Universität Frankfurt am Main.

## Leben
Fiedler wurde im Sudetenland in Türmitz (heute Trmice) geboren und wuchs dort zweisprachig auf. In der Nachkriegszeit begann er an der Ludwig-Maximilians-Universität München mit einem Studium der Biologie, Chemie und Bakteriologie, wobei der Schwerpunkt auf Zoologie lag.
Die Dissertation in Zoologie erfolgte im Jahre 1953 bei Werner Jacobs.
Die Habilitation erfolgte im Jahre 1956 bei Martin Lindauer an der Goethe-Universität Frankfurt. Dort wurde er später zum Professor ernannt und erhielt 1971 den Ruf auf eine C-3 Professur „Biologie für Mediziner“. Er baute diesen Studiengang völlig neu auf und stattete die Lehre mit einer umfangreichen Sammlung histologischer Präparate aus.
Die Emeritierung erfolgte im Jahre 1986.
Kurt Fiedler starb 2017 in seinem Haus in Biebergemünd (Spessart) im Alter von beinahe 92 Jahren.

## Wirken
Seine Forschungsgebiet in der Zoologie war die Anatomie von Fischen, histologisch-mikroskopische Untersuchungen sowie Auswirkung von Hormonen auf das Brutverhalten von Fischen.

## Publikationen (Auswahl)
- Kurt Fiedler: Taschenatlas der Histologie, 1986, ISBN 978-3-440-05389-8
- Kurt Fiedler, Johannes Lieder: Mikroskopische Anatomie der Wirbellosen: ein Farbatlas, G. Fischer, 1994. ISBN 3-437-20493-9
- Kurt Fiedler: Lehrbuch der Speziellen Zoologie, Band II, Teil 2: Fische, Gustav Fischer Verlag, Jena 1991, ISBN 3-334-00339-6.[6]